# La Chorale des péquenots
La Chorale des péquenots (France) ou Chanson des colons (Québec) (Yokel Chords) est le 14e épisode de la saison 18 de la série télévisée d'animation Les Simpson.

## Synopsis
Bart raconte l'histoire de Stanley le noir, un cuisinier mangeur d'enfants. Il réussit à faire évacuer l'école après avoir fait croire qu'il s'est fait tuer par Stanley le noir. Après avoir rattrapé les enfants, Chalmers remarque un groupe d'enfants non scolarisés : ce sont les enfants de Cletus. Skinner charge alors Lisa de les scolariser.
Durant une visite en ville, Krusty remarque leur don pour la chanson et décide de les faire passer dans son émission...

## Références culturelles

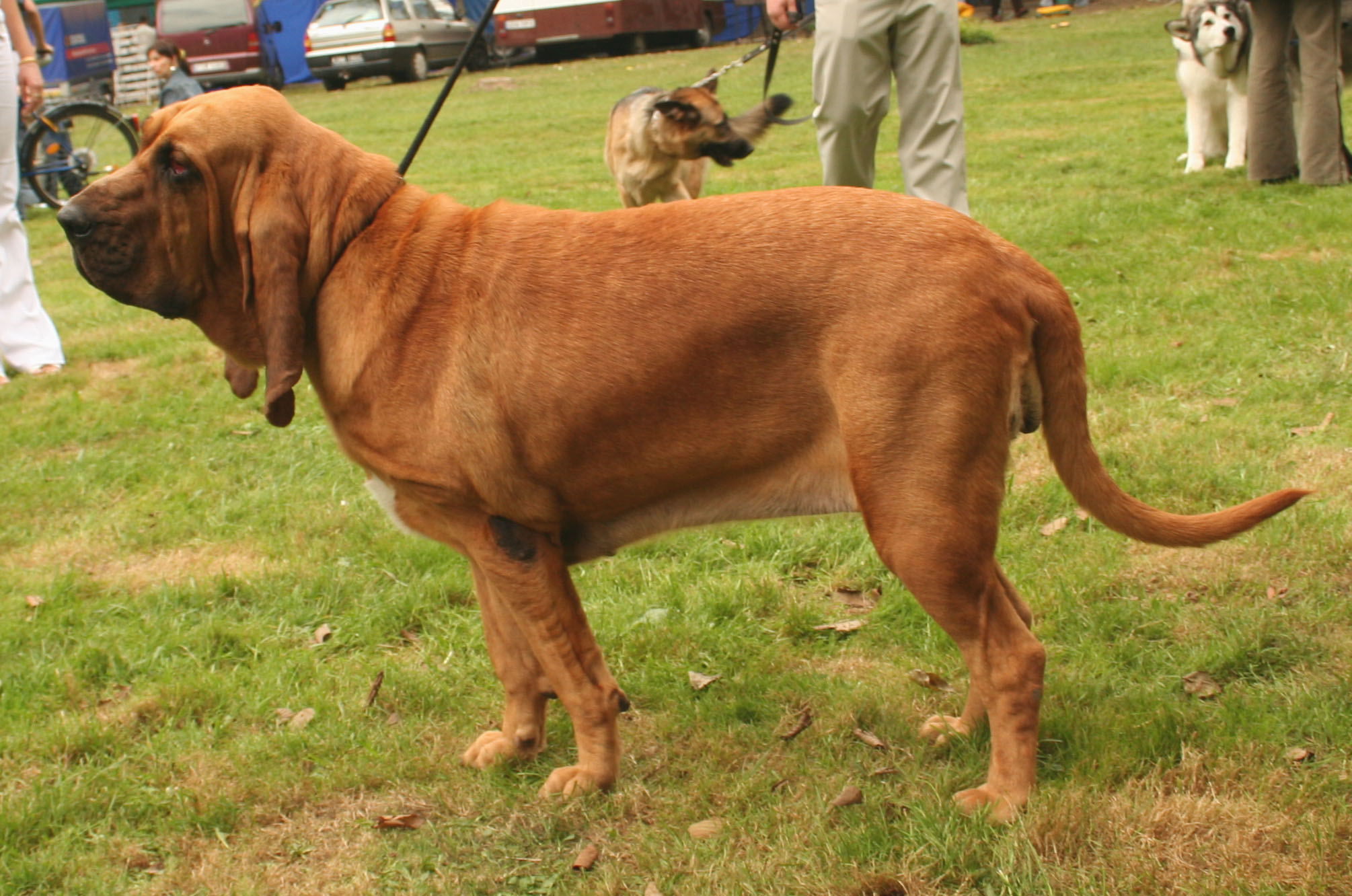
Les qualités olfactives du chien de Saint-Hubert ("bloodhound" en anglais) ont été utilisées pour la recherche des criminels et des esclaves fugitifs. Il apparait dans de nombreux films américains (Dans la chaleur de la nuit, Des souris et des hommes...). Cletus, qui ne sait plus quoi faire de l'argent gagné par ses enfants, fait dorer son "bloodhound"

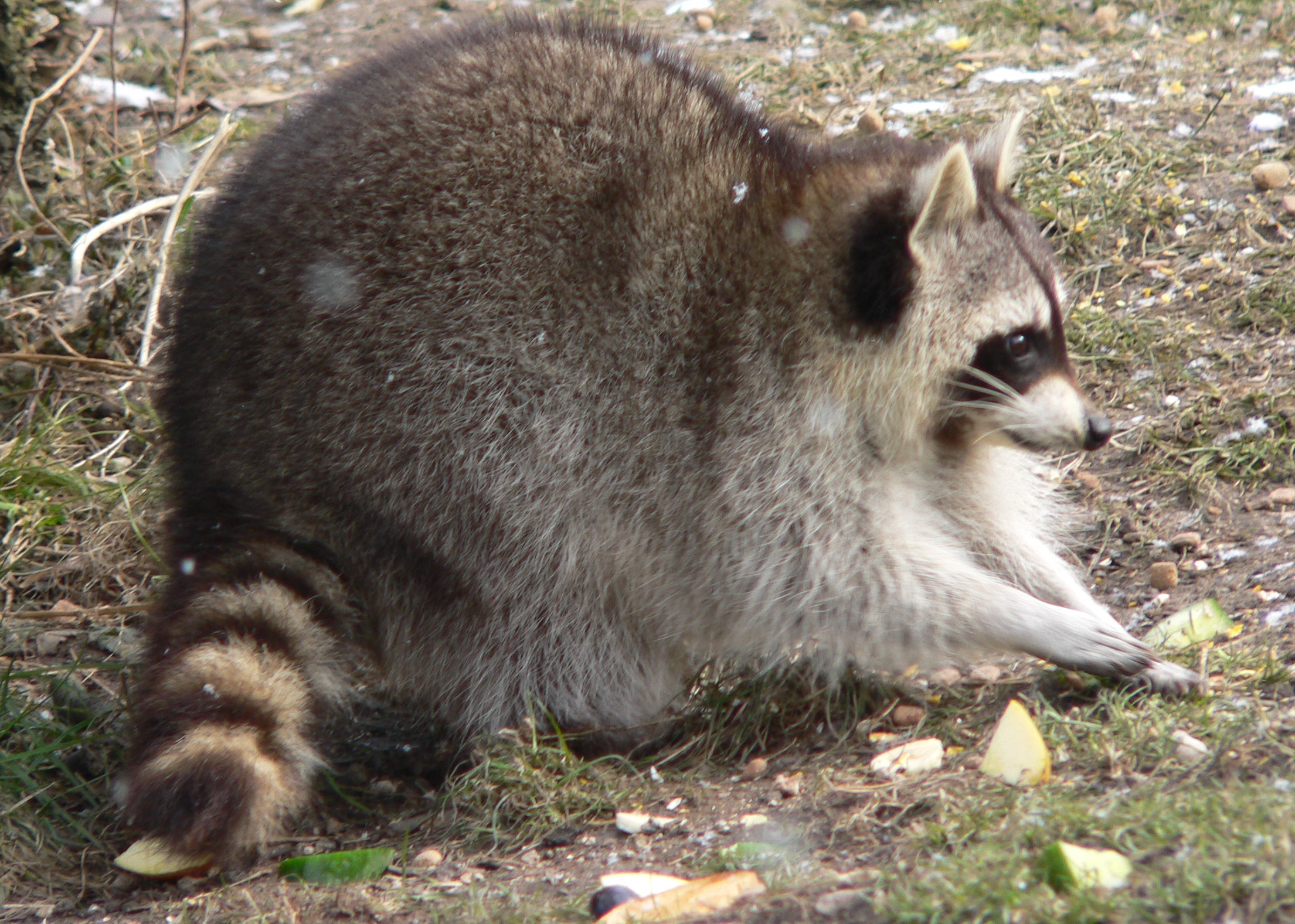
Le raton laveur, "raccoon" en anglais, que Cletus pend à un arbre... "Coon" est une injure raciale désignant un noir (cf sur WP english : "List of ethnic slurs")